# 윤자경
윤자경(1980년 ~ )은 대한민국의 배우 겸 무술가이며 해동검도 공인 5단을 보유하고 있다.

## 학력
- 서울예술대학 무용과 전문학사

## 출연 작품

### 드라마
- 2002년 ~ 2003년 KBS 대하드라마 《무인시대》 ... 철랑 역
- 2005년 ~ 2006년 SBS 주말극장 《연개소문》 ... 쌍검녀 역

### 방송 프로그램
- 1999년 ~ 2004년 MBC 개그 프로그램 《코미디 하우스》 ... 칼은 달빛을 가르고 (2002년) 편 출연

## 수상
- 2002년 WCO 세계문화오픈 전통무예부문
- 2003년 WCO 세계문화오픈 전통무예부문